# Karol Domagalski
Karol Andrzej Domagalski (Skała, Petita Polònia, 9 d'agost de 1989) és un ciclista polonès, professional des del 2012. Actualment milita a l'equip ONE Pro Cycling.

## Palmarès
- 2009
  - Vencedor d'una etapa a la Volta a Palència
- 2011
  - Vencedor d'una etapa a la Volta a Salamanca
- 2016
  - Vencedor de 2 etapes al Tour de Corea
- 2017
  - 1r al Gran Premi dels Marbrers

### Resultats a la Volta a Espanya
- 2014. 124è de la classificació general